# Ngựa yên

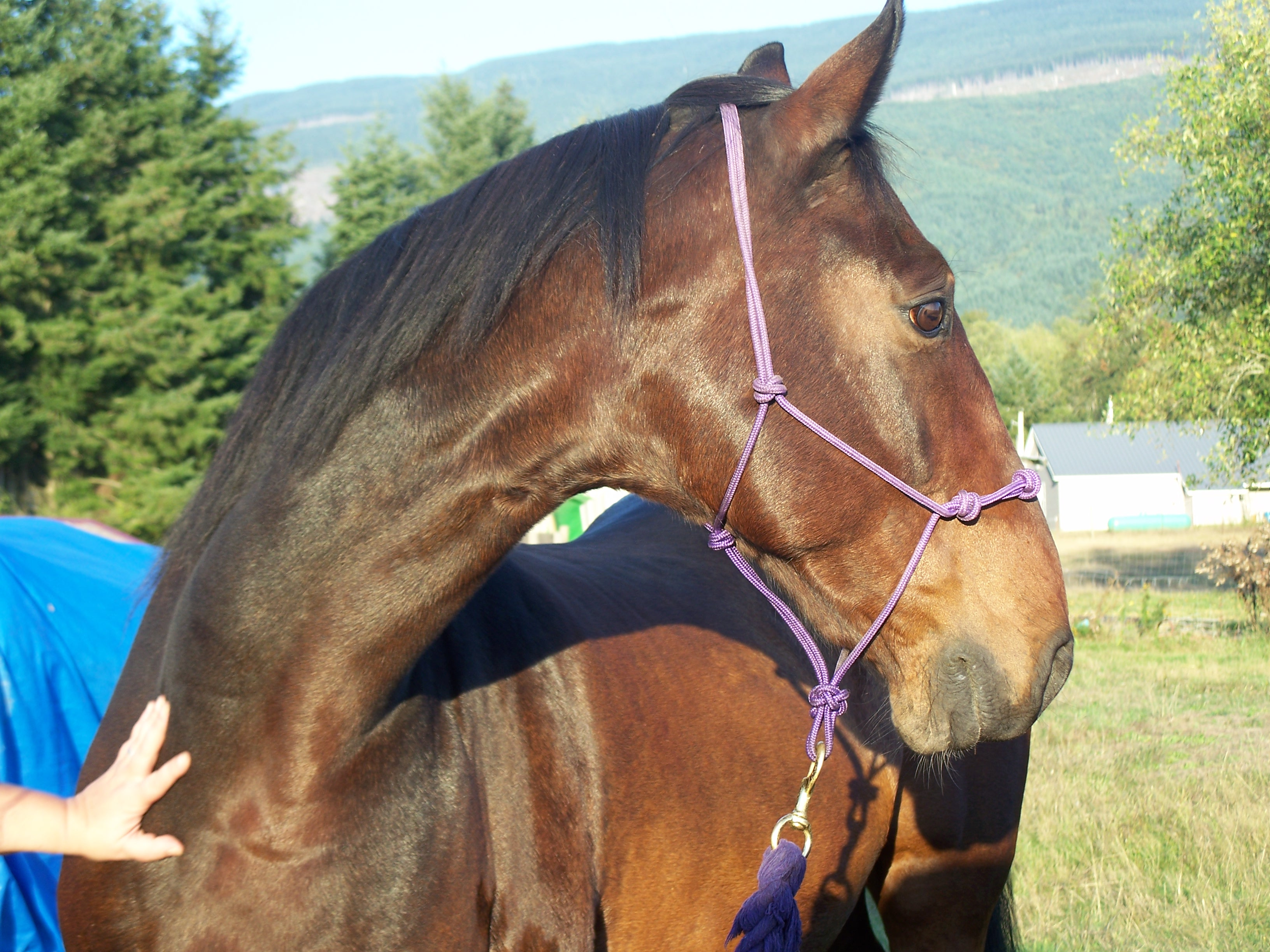

Ngựa Saddle hay ngựa yên cương là một giống ngựa có nguồn gốc từ Mỹ, chúng được pha giống giữa loại Ngựa Thuần chủng và Ngựa Morgan. Đây là loại người mà người ta thường dùng cho các buổi trình diễn vì có cái cổ cao thẳng đứng trông quý phái. Màu thường là màu hạt dẻ, màu nâu hay đen; mặt hay chân thường có những khoang trắng. 

## Đặc điểm
Cao khoảng 1.5 m tới 1.6 m và nặng khoảng 450 kg. Saddlebreds được biết đến với ý thức về sự hiện diện và phong cách, cũng như tinh thần, nhưng vẫn dịu dàng, tính khí. Loài này không có khuynh hướng di truyền để ưỡn cột sống, độ cong của cột sống. Các dáng đi chậm là một dáng đi bốn nhịp, trong đó các cặp bên của chân rời khỏi mặt đất với nhau, nhưng dậm đất tại thời điểm khác nhau, chân sau trước khi nối phần trước bàn chân.
Trong lịch sử, dáng đi chậm có thể là một đi bộ dạng chạy, bước tốc độ. Ưỡn cột sống, còn được gọi là swayback, lưng hoặc mềm mại đã được tìm thấy có một cơ sở di truyền trong Saddlebreds. Các đột biến chính xác vẫn chưa được đặt ra, nhưng các nhà nghiên cứu tin rằng nó là một nơi nào đó trên con ngựa nhiễm sắc thể 20. Saddlebreds có thể có khiếm khuyết với hệ thống hô hấp trên, trong khi shoeing và chuyển động cần thiết của những con ngựa có thể gây ra chấn thương chân và móng và tăng sự què quặt.

## Hình thành
Là hậu duệ của cưỡi ngựa kiểu sinh sản tại thời điểm cuộc Cách mạng Mỹ. Được phát triển vào loại hiện đại ở Kentucky, nó đã từng được biết đến như là "Kentucky Saddler", và được sử dụng rộng rãi trong Nội chiến Hoa Kỳ. Trong suốt thế kỷ 20, sự nổi tiếng của giống chó tiếp tục phát triển tại Hoa Kỳ, và xuất khẩu đã bắt đầu đến Nam Phi và Anh và bây giờ có thể được tìm thấy ở các nước trên thế giới
Saddle có nguồn gốc ở Galloway và được đưa sang Hoa Kỳ định cư sớm. Những con vật được tinh chế thêm ở Mỹ để trở thành một giống đã tuyệt chủng được gọi là Narragansett Pacer. Khi thực dân nhập Thoroughbreds sang Mỹ, bắt đầu vào năm 1706, nó được lai với Narragansett Pacer, cuối cùng dẫn đến sự tuyệt chủng của Narragansett. Để bảo toàn dòng máu quan trọng, Pacers Canada đã được du nhập để thay thế.
Thời gian của cuộc Cách mạng Mỹ, một loại riêng biệt của cưỡi ngựa đã phát triển với quy mô và chất lượng của các Thoroughbred, động vật này được gọi là ngựa của Mỹ sự tồn tại của nó lần đầu tiên được ghi nhận trong một lá thư năm 1776 khi một nhà ngoại giao Mỹ đã viết thư cho Đại hội Continental yêu cầu cho một được gửi sang Pháp như một món quà cho Marie Antoinette. Sau khi được nhập khẩu vào Hoa Kỳ từ Canada đã được đăng ký như là một Saddlebred Mỹ và trở thành những con ngựa đực nền tảng của một số dòng Saddlebred.
Một đực giống nền tảng thứ hai được ghi nhận trong năm 1991. Đực giống này là một hậu duệ của Thoroughbred, người cũng được xem là một con ngựa giống nền tảng cho các giống ngựa tiêu chuẩn (Standardbred). Trong cuộc nội chiến Hoa Kỳ, Saddlebreds Mỹ thường được sử dụng bởi quân đội, và được biết đến với sự dũng cảm và sức chịu đựng. Nhiều cán bộ, sử dụng chúng và trong số họ là tướng Lee, Sherman, Jackson các tướng khác sử dụng chúng trong cuộc xung đột bao gồm John Hunt Morgan và Basil W. Duke. Kentucky Saddler đã được sử dụng trong các cuộc tuần hành tàn bạo với nhóm thứ hai, và các ghi chép lịch sử cho thấy rằng chúng được tổ chức tốt hơn các con ngựa của các giống khác.
Sau Thế chiến I, Saddlebred Mỹ bắt đầu được xuất khẩu sang Nam Phi, và bây giờ là phổ biến nhất giống không đua tại nước đó. Saddlebred tiêu chuẩn tiếp tục phát triển qua các năm 1920, như sự phổ biến của các Loài lớn. Các ngành công nghiệp Saddlebred chậm lại trong Thế chiến II, nhưng đã bắt đầu tăng trưởng trở lại sau chiến tranh, với Mexico. Xuất khẩu tiếp tục, và dù cố gắng để bắt đầu một đăng ký giống Nam Phi đã bắt đầu vào năm 1935, nó đã không được cho đến năm 1949. Những năm 1950 chứng kiến tiếp tục tăng trưởng của giống Saddlebred.
Trong những năm cuối thập niên 1950, các Saddle Horse Capital trở thành trung tâm trong Shelby County, Kentucky, phần lớn là do sự thành công của các nhà lai tạo Charles và Helen Crabtree. Mặc dù Saddlebreds đã được xuất khẩu sang Vương quốc Anh trong suốt lịch sử của loài này, các nhóm chăn nuôi đầu tiên được vận chuyển có vào năm 1966. Trong ba thập kỷ tiếp theo, những người đam mê làm việc để lập một nền tảng giống cho các giống tại Anh. Như một con ngựa trình diễn, Saddlebreds được trưng bày ở Kentucky vào đầu năm 1816, và là một phần nổi bật của chương trình ngựa quốc gia đầu tiên tại Hoa Kỳ, được tổ chức tại Hội chợ St. Louis vào năm 1856. 

## Trong truyền thông
Kể từ giữa những năm 1800, các giống đã đóng một vai trò nổi bật trong chương trình ngành công nghiệp Mỹ ngựa, thu hút sự chú ý của nhiều người nổi tiếng, người đã trở thành các nhà lai tạo và triển lãm, và thuần chủng, Saddlebreds Mỹ đã xuất hiện trong nhiều bộ phim, đặc biệt là trong thời kỳ vàng của Hollywood. Nhiều bộ phim và truyền hình ngựa của Golden Age của Hollywood cũng có Saddlebreds, bao gồm cả những con ngựa được sử dụng trong vai trò dẫn đầu trong My Friend Flicka, National Velvet, Fury và một phiên bản của Black Beauty.
Trong những năm 1990, William Shatner, một diễn viên và Saddlebred nhà lai tạo, cưỡi một con ngựa của mình, một con ngựa cái trong vai của mình như là James T. Kirk trong Star Trek Generations. Nhiều nhân vật nổi tiếng khác đã được chủ sở hữu và triển lãm của các giống, bao gồm Clark Gable, Will Rogers, Joe Louis, và Carson Kressley. 